# 9 Armia (RFSRR)
9 Armia (ros. 9-я армия) – jedna z armii radzieckich okresu wojny domowej w Rosji. 
15 sierpnia 1919 9 Armia wraz z 10 Armią przepuściły atak na siły Piotra Wrangla nad Wołgą, wskutek czego Wrangel musiał zarządzić odwrót rozproszonych sił Białej Armii.
9 Armia brał również udział w działaniach zbrojnych na Kubaniu, gdzie w walce przeciw Białym wsparło ją wiele oddziałów Zielonych (eserowców).

## Skład wiosną 1919
skład niepełny
- 23 Dywizja Strzelców

## Literatura
- Geoffrey Swain, Wojna domowa w Rosji, Wydawnictwo Libridis, Warszawa 2000.